# Cristalândia
Cristalândia é um município brasileiro do estado do Tocantins. Localiza-se a uma latitude 10º36'01" sul e a uma longitude 49º11'35" oeste, estando a uma altitude de 286 metros. Sua população estimada em 2004 era de 7.043 habitantes.